# 레스 클라크
레스 클라크(Les Clark, 본명: 레슬리 제임스 클라크, Leslie James Clark, 1907년 11월 17일 ~ 1979년 9월 12일)는 미국의 애니메이터이자 디즈니스 나인 올드 맨 중 첫 번째로 1927년 월트 디즈니 프로덕션에 합류했다.

## 작품
- 백설 공주와 일곱 난쟁이 (영화)
- 피노키오 (1940년 영화)
- 환타지아 (영화)
- 덤보
- 라틴 아메리카의 밤
- 3인의 기사
- 음악의 세계
- 남부의 노래
- 미키와 콩나무
- 멜로디 타임
- 내 마음 가까이
- 이카보드와 토드경의 모험
- 신데렐라 (1950년 영화)
- 이상한 나라의 앨리스 (1951년 영화)
- 피터 팬 (1953년 영화)
- 레이디와 트램프
- 잠자는 숲속의 미녀 (1959년 영화)
- 101마리의 달마시안 개 (영화)
- 아더왕의 검
- 환타지아 2000